# Seznam pistolí
Seznam pistolí je výběrem některých pistolí.
- ASP (handgun)
- Automag
- Baby Nambu
- Bersa
- Beretta
  - Beretta 21
  - Beretta M1934
  - Beretta 81
  - Beretta 92
  - Beretta 93R
  - Beretta M1951 (951)
  - Beretta 8000
  - Beretta 9000
  - Beretta Px4 Storm
- Bernardelli P-018
- Browning Arms Company
  - Browning HP
  - Browning BDM
  - Browning BPM-D
- Colt M1911
- Česká Zbrojovka - zbraně převzaté armádou
  - Vz 22
  - Vz 24
  - Vz 27
  - Vz 38
  - Vz 50
  - Vz 52
  - Vz 70
  - Vz 82
- Česká Zbrojovka (Uherský Brod)
  - CZ 75
    - CZ 85
    - CZ P-01
    - CZ 2075 RAMI
    - CZ SP-01

  - CZ 83
  - CZ 92
  - CZ-97
  - CZ 100
    - CZ 110

  - CZ 122
  - CZ Z40
- Česká Zbrojovka (jiná než Uherský Brod)
  - G2000
  - Kevin
  - Alfa Defender
- Charles Daly
- Daewoo DP51
- Fabrique Nationale de Herstal (FN)
  - FN Hi-Power
  - FN Five-seveN
  - HP-SA
  - FN FNP series
- Glock
  - Glock 17
  - Glock 18
  - Glock 19
  - Glock 20
  - Glock 21
  - Glock 22
  - Glock 23
  - Glock 24
  - Glock 25
  - Glock 26
  - Glock 27
  - Glock 28
  - Glock 29
  - Glock 30
  - Glock 31
  - Glock 32
  - Glock 33
  - Glock 34
  - Glock 35
  - Glock 36
  - Glock 37
  - Glock 38
  - Glock 39
- Heckler & Koch
  - Heckler & Koch MK23
  - Heckler & Koch P7
  - HK P9
  - HK P10
  - HK P11
  - HK P30
  - HK P2000
  - HK VP70
  - HK UCP (P46)
  - HK USP
  - Heckler & Koch VP9
- Israel Military Industries Ltd. (IMI)
  - Desert Eagle
  - Jericho 941
- Kahr Arms
  - T9 (9 mm)
  - TP9 (9 mm)
  - P9 (9 mm)
  - CW9 (9 mm)
  - K9 (9 mm)
  - PM9 (9 mm)
  - MK9 (9 mm)
  - T40 (.40 cal)
  - TP40 (.40 cal)
  - P40 (.40 cal)
  - CW40 (.40 cal)
  - K40 (.40 cal)
  - PM40 (.40 cal)
  - MK40 (.40 cal)
  - P45 (.45 cal)
- Kel-Tec
  - Kel-Tec P-11
  - Kel-Tec P-32
  - Kel-Tec P3AT
- Kimber
  - Kimber Custom|Custom (.45 cal)
  - Custom CDP II (.45 cal)
  - Eclipse Pro II (.45 cal)
  - Kimber Eclipse Target II|Eclipse Target II (.45 cal)
- Llama
- Makarov
  - Makarov PM
- Norinco
  - NP-22 (9 mm)
  - NZ-75 (9 mm)
- Sturm, Ruger & Company (RUGER)
  - Ruger P95
  - Ruger P97
  - Ruger P345
  - Ruger 22/45
  - Ruger SR1911
- SIG Sauer
  - SIG P210
  - SIG P220
  - SIG P226
    - SIG P228
    - SIG P229

  - SIG P239
  - SIG P290
- Springfield Armory
  - XD-9
  - XD-40
  - XD-45
- Tanfoglio T95
- Tanfoglio Force
- Taurus
  - Taurus PT 24/7
  - Taurus PT92
- Tokarev
  - TT-33
- Carl Walther GmbH (Walther)
  - Walther P38 (P1)
  - Walther P5
  - Walther P88
  - Walther P99
    - Walther P99QA
    - Walther P990
    - Walther P22

  - Walther PP
    - Walther PPK
    - Walther PPK/S

  - Walther PPS
  - Walther TPH
- ZVI Vsetín
  - KEVIN
  - Prokop